# Helmut Trauzettel
Helmut Rudolf Trauzettel (* 30. März 1927 in Leipzig; † 3. Juni 2003 in Dresden) war ein deutscher Architekt und Hochschullehrer.

## Leben
Geboren und aufgewachsen in Leipzig (Abitur 1945), studierte er ab 1946 an der Hochschule für Baukunst und Bildende Künste Weimar Architektur und schrieb 1950 seine Diplomarbeit zum Thema Wiederaufbau des Stadtzentrums Dresden. Von 1951 bis 1958 war er als Assistent bei Heinrich Rettig und Leopold Wiel an der Technischen Hochschule Dresden tätig, wo er sich vor allem mit Werk- und Baukonstruktionslehre beschäftigte. Im Jahr 1955 wurde Trauzettel mit einer Arbeit über Kindergärten promoviert und arbeitete ab 1958 als Dozent im Freihandzeichnen. Im Jahr 1961 habilitierte er sich zu Einrichtungen für Kinder und Jugendliche und wurde 1962 Professor für Elementares Gestalten und Freihandzeichnen.
Von 1964 bis 1989 war er Mitglied bei der UIA-Gruppe für Schul- und Kulturbauten. Ab 1966 arbeitete Trauzettel als Professor mit vollem Lehrauftrag. Von 1968 bis 1972 war er erster Direktor der Sektion Architektur. Ab 1969 war er Ordentlicher Professor für Wohn- und Gesellschaftsbauten an der TU Dresden. Im Jahr 1970 wurde er zum korrekten Mitglied der Bauakademie ernannt.
Von 1981 bis 1988 nahm Trauzettel Gastprofessuren im Irak und in Syrien wahr. Aus seinen Aufzeichnungen und zahlreichen Zeichnungen entstand das Buch Syrien. Aus dem Reisetagebuch eines Architekten. Nach der Wende gründete er im Jahre 1991 das Büro der freien Architekten ARCHITRAV. Im 1992 erfolgte seine Emeritierung und Berufung in die Deutsche Akademie für Städtebau und Landesplanung. Von 1993 bis 1997 war er Präsident der Architektenkammer Sachsen. Im Jahr 1996 wurde er in die Sächsische Akademie der Künste berufen und war seit Dezember 2002 Ehrenmitglied des Bundes Deutscher Architekten.

## Bauten
- Kinderkrippen, Kindergärten, Wohnbauten und Schulen unter anderem in Glashütte, Dresden, Merseburg, Köthen
- Wohngebietszentrum Bautzen-Gesundbrunnen
- Wohnsiedlung Berthold-Haupt-Straße, Dresden (1991)
- Gebäude der Berliner Bank, Dresden (1996)
- Behindertenheim, Dresden-Gohlis (1997)

## Schriften
- Helmut Trauzettel: Italienische Impressionen. Reisebilder eines Architekten. Verlag der Kunst, Dresden 1962
- Helmut Trauzettel: Syrien. Aus dem Reisetagebuch eines Architekten. Verlag für Bauwesen, Berlin 1988